# Der dritte Gast
Der dritte Gast ist ein Film von Malte Wirtz. Der Kinostart war am 7. März 2024 im Verleih Drop-Out Cinema.

## Handlung
Ein junges Paar ist von zuhause weggelaufen. Das Ziel ist ein heruntergekommenes Hostel, in dem die beiden auch erstmals miteinander schlafen wollen. Sie sind die einzigen Gäste, wie ihnen der Rezeptionist sagt. Er zeigt ihnen ihr Zimmer, erklärt, dass sie überall im Hostel hinkönnen, nur ein Raum ist tabu: das schwedische Zimmer. Obwohl sie alleine in dem Hostel sein sollen, gibt es noch einen dritten Gast.

## Hintergrund
Für den Film hat Malte Wirtz, um der unheimlichen Atmosphäre des Films noch näher zu kommen, in dem Hotel, in dem der Film spielt, auch selber übernachtet. In einem Interview mit dem Tagesspiegel sagt Wirtz, dass er selber kein Horrorfan ist: „Für Horrorfilme sei er eigentlich viel zu nervös.“

## Produktion
Der Film wurde während der Corona-Pandemie in Köln innerhalb von sieben Tagen mit einer beweglichen Digitalkamera gedreht.

## Kritik
[Der Film] „erzeugt ein bisschen Schmunzeln, ein bisschen Horror, aber auch Ratlosigkeit, Achselzucken und ein wenig enttäuschte Hoffnung“ schreibt Viktoria Oppenhoff in ihrer ausführlichen Filmkritik. Trotz eines vielversprechenden Anfangs wirke die Geschichtet „wie ein schlaffer Luftballon, der, anstatt aufgeblasen zu werden, ständig an Luft verliert“.
Lutz Granert vom Filmportal Filmstarts betitelt seine Filmkritik mit „Kein Budget, aber reichlich Leerlauf“ und gibt dem Film 1,5 von 5 möglichen Sternen. Wie er schreibt, merke man dem Film die durch die Pandemie extrem beschränkten Arbeitsbedingungen der technischen Crew an. Die bewegliche Digitalkamera habe zuweilen mit Unschärfen zu kämpfen, mangels Scheinwerfer seien einige Szenen ungewollt schummrig oder mit Schlagschatten ausgeleuchtet und mangels Ausrüstung würden Dialogzeilen gelegentlich von den Räumen „regelrecht verschluckt“. Auch die Postproduktion habe ihre Mängel: „Die simple, mit den immergleichen Glockenspiel- und Streicher-Sequenzen auf Dauer nervende Musikuntermalung von Lukas Steinberg wurde hin und wieder zu laut gegen einige kaum hörbare Dialoge abgemischt“.
Jens Balkenberg nennt den Film ein „Gruselfilm als Kammerspiel“ und schreibt dann: „Formal entwickelt »Der dritte Gast« trotz No-Budget eine erkennbare künstlerische Vision. Inhaltlich allerdings stolpert der Film vor sich hin mit ungelenker Improvisation im Paranoiamodus.[...] Wirtz gelingt es trotz aller seinem Film eingeschriebenen Ambitionen nicht, aus dem Andeutungsdschungel wirklich Spannung zu generieren“.